# Xavier Melero i Merino
Xavier Melero i Merino (Barcelona, 1958) és un advocat català.
El seu pare era mecànic de cotxes i la mare mestressa de casa. És llicenciat en Història i en Dret per la Universitat de Barcelona. Al llarg de la seva carrera ha treballat d'advocat de Javier de la Rosa, d'Oriol Pujol i del Cas Palau. És especialista en dret penal i és conegut per ser l'advocat dels consellers Joaquim Forn i Meritxell Borràs en el judici al procés independentista català, així com del membres de la mesa del Parlament del Partit Demòcrata, Ramona Barrufet, Lluís Corominas i Lluís Guinó.